# Orlovsky (huyện của Rostov)
Huyện Orlovsky (tiếng Nga: ? райо́н) là một huyện hành chính tự quản (raion), của Tỉnh Rostov, Nga. Huyện có diện tích 3347 kilômét vuông, dân số thời điểm ngày 1 tháng 1 năm 2000 là 41300 người. Trung tâm của huyện đóng ở Orlovsky.